# Centrale nucléaire Columbia
La centrale nucléaire Columbia est située dans le complexe nucléaire de Hanford à 19 km au nord-ouest de Richland dans le comté de Benton de l'État de Washington des États-Unis. Le "complexe de Hanford" occupe un terrain de 4,4 km² et il appartient au département de l'Énergie des États-Unis.
Cette centrale est connue aux États-Unis pour avoir été l'objet d'une gigantesques déconvenue industrielle et économique : cinq réacteurs étaient prévus et ont été mis en chantier, mais seul le n°2 a été achevé. En 1995, les restes des chantiers des réacteurs 1, 3, 4 et 5 ont été démolis, enterrant définitivement ces projets et les milliards gaspillés dans cette aventure.

## Description
La centrale est équipée d'un réacteur à eau bouillante (REB) construit par General Electric (type 5) :
- Columbia : 1250 MWe, mis en service en 1984 pour quarante ans (2023).

Ce réacteur comprend un bâtiment réacteur et six tours de refroidissement de faible hauteur dans lesquels circule l'eau de refroidissement provenant du fleuve Columbia. Il a reçu en 1999 une nouvelle turbine de fourniture Westinghouse qui a permis d'augmenter la production jusqu'à 1250 MWe.

## Historique de la construction
Cette centrale appartient à Energy Northwest, un consortium de services électriques de la côte nord-ouest de Pacifique. C'est aussi l'exploitant.
Le premier nom du consortium « Energy Northwest » a été « Washington Public Power Supply System (WPPSS) », qui a été déformé en « WHOOPS » quand « WPPSS » a été rendu responsable du plus grand incident de réseau municipal de l'histoire aux États-Unis.

Les délais de construction et les dépassements de coûts pour le réacteur 2 ont également conduits à une méfiance du public et des médias. La construction a débuté en 1972 mais il a fallu attendre plus de 10 ans avant de voir le début de la production électrique.

Quant aux réacteurs 1,3,4 et 5, ils n'ont jamais été achevés, malgré des milliards de dollars dépensés en vain.
C'est en l'an 2000 que « WPPSS » a changé son nom en « Energy Northwest ». Un peu plus tard le nom de la centrale a changé, initialement WNP-2 (Washington Nuclear Power unit number 2), pour devenir Columbia Generating Station pour faire oublier le passé.
Malgré son passé difficile, le réacteur 2 fonctionne normalement et il couvre 9 % de la production d'électricité de l'État de Washington. C'est le seul réacteur nucléaire commercial sur la côte nord-ouest du Pacifique, son homologue le plus proche étant celui de Diablo Canyon dans le sud de la Californie.